# Major Isidoro
Major Isidoro est une municipalité brésilienne dans l'État de l'Alagoas.